# Tirrenia
Tirrenia è una frazione del comune italiano di Pisa, in Toscana.
Località turistica balneare fondata negli anni trenta del XX secolo, prende il nome dal mare omonimo, pur affacciandosi, secondo le convenzioni dell'Istituto Idrografico della Marina, sul Mar Ligure. Ha una popolazione di circa 3 150 abitanti ed è posta a sudovest del capoluogo comunale.

## Geografia fisica
Immersa nella pineta marittima del litorale pisano, Tirrenia è bagnata dal Mar Ligure. Questo tratto di mare è tuttavia tradizionalmente considerato appartenente al Mar Tirreno, dal quale poi deriva il nome stesso della cittadina. Tirrenia è situata al centro della costa toscana, immediatamente a sud della Versilia, ed è compresa nella parte più meridionale del Parco naturale di Migliarino, San Rossore, Massaciuccoli. Si sviluppa prevalentemente lungo la costa, ed è delimitata da Marina di Pisa a nord, e Calambrone a sud. Il suo territorio racchiude uno degli ultimi ambienti dunali italiani, protetto da un'oasi del WWF.

## Storia

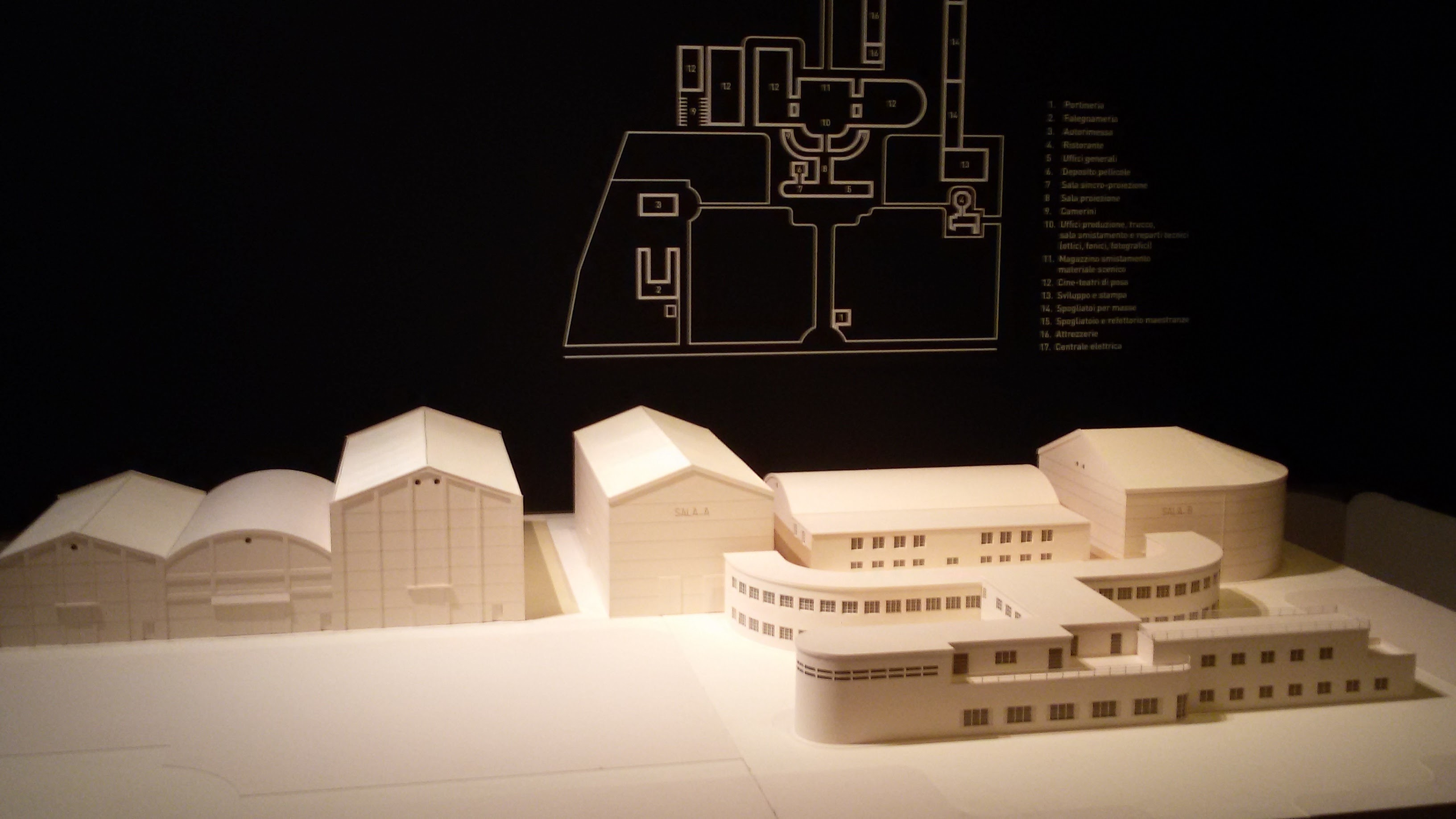
modellino degli studios di Tirrenia fotografato alla mostra a Palazzo Blu del giugno 2016

La frazione venne fondata il 3 novembre del 1932, e fu una delle città di nuova fondazione volute dal regime. In particolare, Tirrenia sorse per volontà di Costanzo Ciano, consuocero di Mussolini, e di Guido Buffarini Guidi, podestà di Pisa.

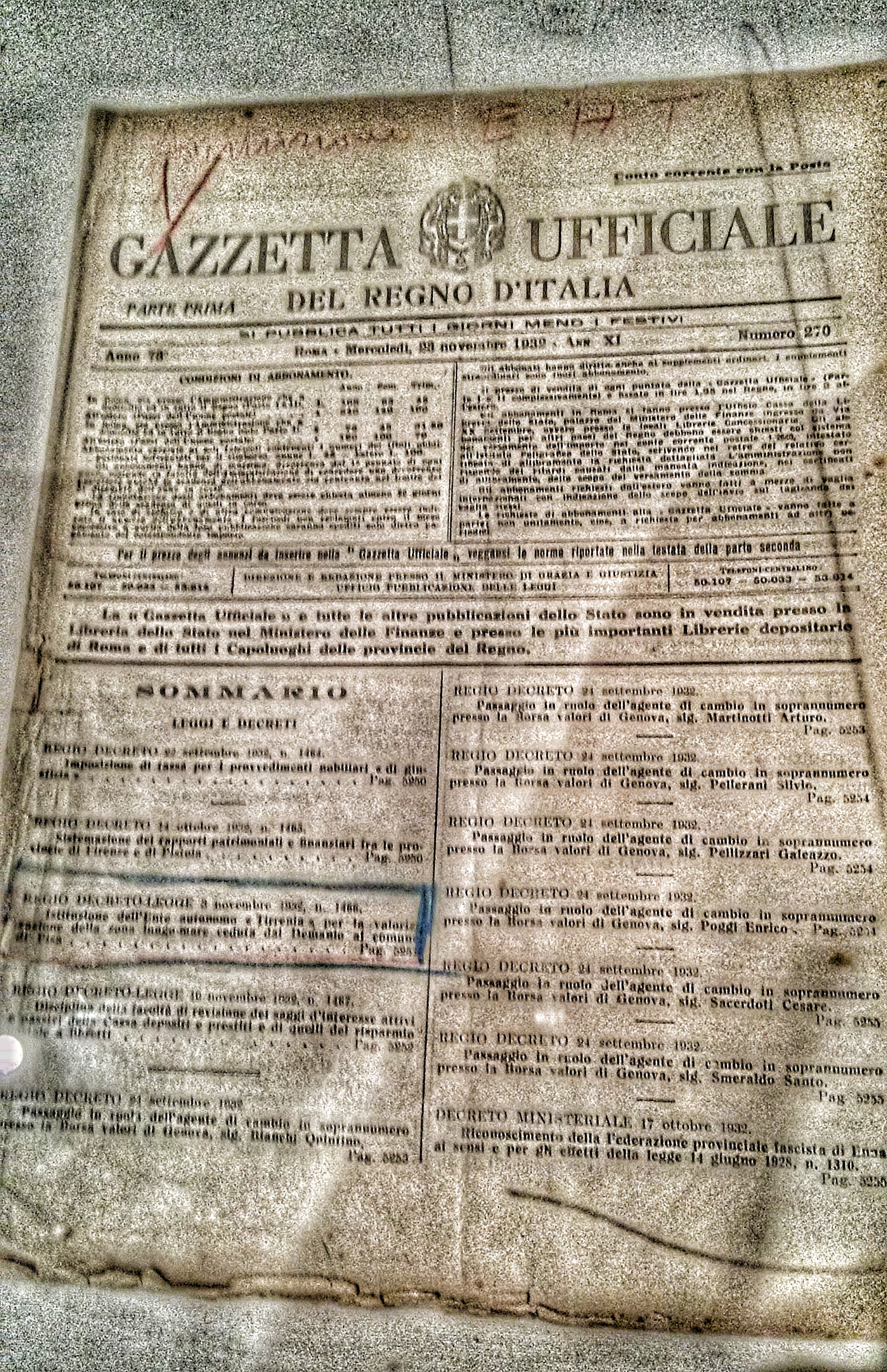
il regio decreto del Novembre 1932 in cui si ufficializza la nascita dell'ente autonomo Tirrenia (foto scattata alla mostra di Palazzo Blu del 2016 sfuocata)

Fino ad allora paludosa, l'area venne riqualificata con l'aspirazione di farne la "Perla del Mediterraneo" (o detta anche "Perla del Tirreno") e la capitale cinematografica d'Italia. Tirrenia fu scorporata dall'amministrazione comunale pisana e dotata di autonomia, con l'istituzione dell'Ente autonomo Tirrenia.
Vennero chiamati architetti da tutta Italia, come Adolfo Coppedè, Federico Severini e Antonio Valente, che dettero all'abitato una tipica impronta razionalista. La cittadina era attraversata da nord a sud dalla strada litoranea (viale del Tirreno), ed aveva il suo fulcro nella centrale piazza dei Fiori, dove sorgeva lo Stabilimento Imperiale (caffè, albergo, stabilimento balneare).
Furono inoltre edificate strutture alberghiere per i giovani, in particolare numerose colonie estive nella parte più meridionale dell'abitato, al confine con la frazione di Calambrone. Notevole fu anche lo sviluppo dell'edilizia privata, con l'edificazione di ville residenziali per i ricchi che dovevano essere attratti dalla località come meta di villeggiatura estiva. Anche se le realizzazioni furono più modeste e ridotte rispetto ai progetti, tuttavia, negli anni trenta a Tirrenia si aprirono molti cantieri.
Come contrappunto all'eleganza delle spiagge, alle spalle del centro abitato si estendeva la vasta tenuta agricola denominata Fattoria di Tirrenia, proprietà dei conti Gabrielli di Quercita, esempio di architettura razionalista e considerata un'azienda modello per il suo contributo alla Battaglia del grano (vi furono introdotte le prime falciatrici trainate in Italia). Con il nome di Azienda agricola di Tirrenia, la fattoria è ancora oggi in attività e trasformata in agriturismo.

Piazza Belvedere e Bagno Imperiale in una veduta degli anni cinquanta del Novecento. L'impianto architettonico è ancora quello razionalista degli anni tra le due guerre.

Come accennato, Tirrenia fu lanciata come città del cinema. Al fine di promuovere l'ideale del Fascismo in Italia e per fare propaganda politica, vennero quindi costruiti, sull'esempio di quelli statunitensi, i primi studi cinematografici su larga scala d'Italia. Contemporaneamente venne fondata la relativa casa di produzione (stabilimenti "Tirrenia Film Studios" inaugurati nel 1933, rilevati poi nel 1934 da Giovacchino Forzano con il nome Pisorno). Il sogno del cinema però durò poco. Già nel 1937 a Roma sorsero i primi teatri di posa di Cinecittà e gli attori e registi che fino ad allora avevano frequentato Tirrenia preferirono sempre più spesso gli agi della capitale.
Durante la seconda guerra mondiale i teatri di posa furono requisiti prima dai tedeschi in ritirata e in seguito dagli americani, che ne fecero fino al 1948 un deposito di materiale strategico, ciò che contribuì alla loro decadenza. L'attività cinematografica riprese nel dopoguerra e conobbe una certa vivacità negli anni cinquanta e sessanta, in concomitanza con la stagione d'oro del cinema italiano. Nel 1961 gli stabilimenti furono rilevati da Carlo Ponti con il nome di Cosmopolitan Film; non si trattò tuttavia che del canto del cigno in quanto gli stabilimenti cinematografici di Tirrenia chiusero nel 1969. Da allora essi furono utilizzati solo in maniera sporadica. Tocco così ai fratelli Paolo e Vittorio Taviani chiudere nel 1987, con la realizzazione dell'ultima pellicola girata negli studios di Tirrenia (Good morning Babilonia), la stagione che si era aperta nel 1933 con Camicia nera di Giovacchino Forzano.

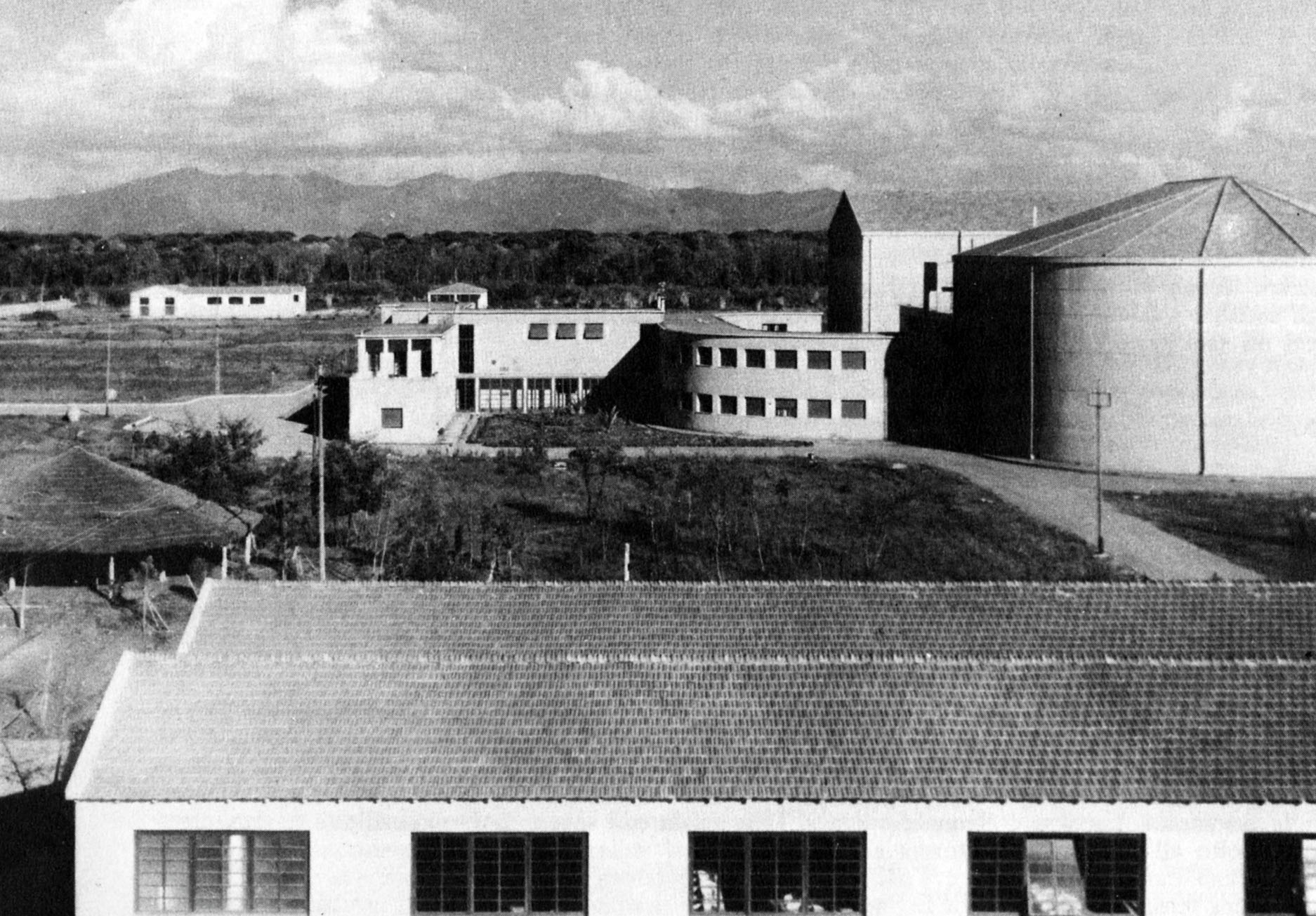
Stabilimenti cinematografici Pisorno a Tirrenia nel 1938

L'epoca dell'occupazione americana data un'altra pagina della storia di Tirrenia, quella della famigerata pineta di Tombolo, popolata da sbandati, contrabbandieri, ladri, prostitute (chiamate dagli americani "segnorine") e disertori americani in maggioranza di colore. Erano loro che controllavano l'intero territorio alle spalle della cittadina, tra la "Fattoria di Tirrenia" e la via Aurelia, che fu trasformato in un luogo senza leggi e senza bandiere la cui restituzione alla piena legalità avvenne solo alla fine del 1947. Con spirito neorealista, nello stesso anno fu girato, tra Tirrenia e Calambrone, il film Tombolo, paradiso nero, per la regia di Giorgio Ferroni, su sceneggiatura di Indro Montanelli e con la partecipazione di Aldo Fabrizi come attore protagonista.
Su terreni in parte già demaniali, in parte espropriati alla "Fattoria di Tirrenia", nel 1951 sorse la base americana di Camp Darby, ancora attiva oggigiorno e che costituisce la più grande base logistica statunitense fuori dai confini nazionali.
Oggi la fisionomia di Tirrenia conserva in parte l'impronta che le fu dato a metà degli anni trenta, ma il massimo sviluppo urbanistico si ebbe durante gli anni cinquanta e sessanta, quando furono costruite anche la chiesa di San Francesco e la scuola elementare "Umberto Maddalena".
Negli ultimi 20 anni la pineta che ricopre ampia parte della località e delle aree vicine, impiantata durante l'epoca lorenese tra seconda metà Settecento e prima metà Ottocento, è stata abbattuta per quanto concerne l'alberatura di pino marittimo (Pinus pinaster) a causa dell'attacco del Matsucoccus feytaudi, un particolare tipo di cocciniglia che causa la morte della pianta. Alcune zone saranno rimboschite con pianticelle di altra tipologia vicine a quella della antica macchia mediterranea preesistente alla piantumazione del periodo lorenese, mentre altre non subiranno alcun intervento.

## Monumenti e luoghi d'interesse

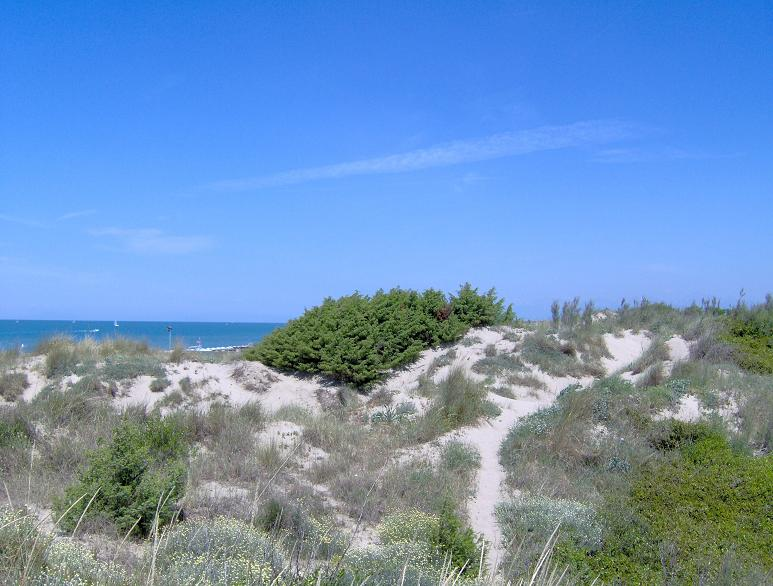
Le dune di Tirrenia

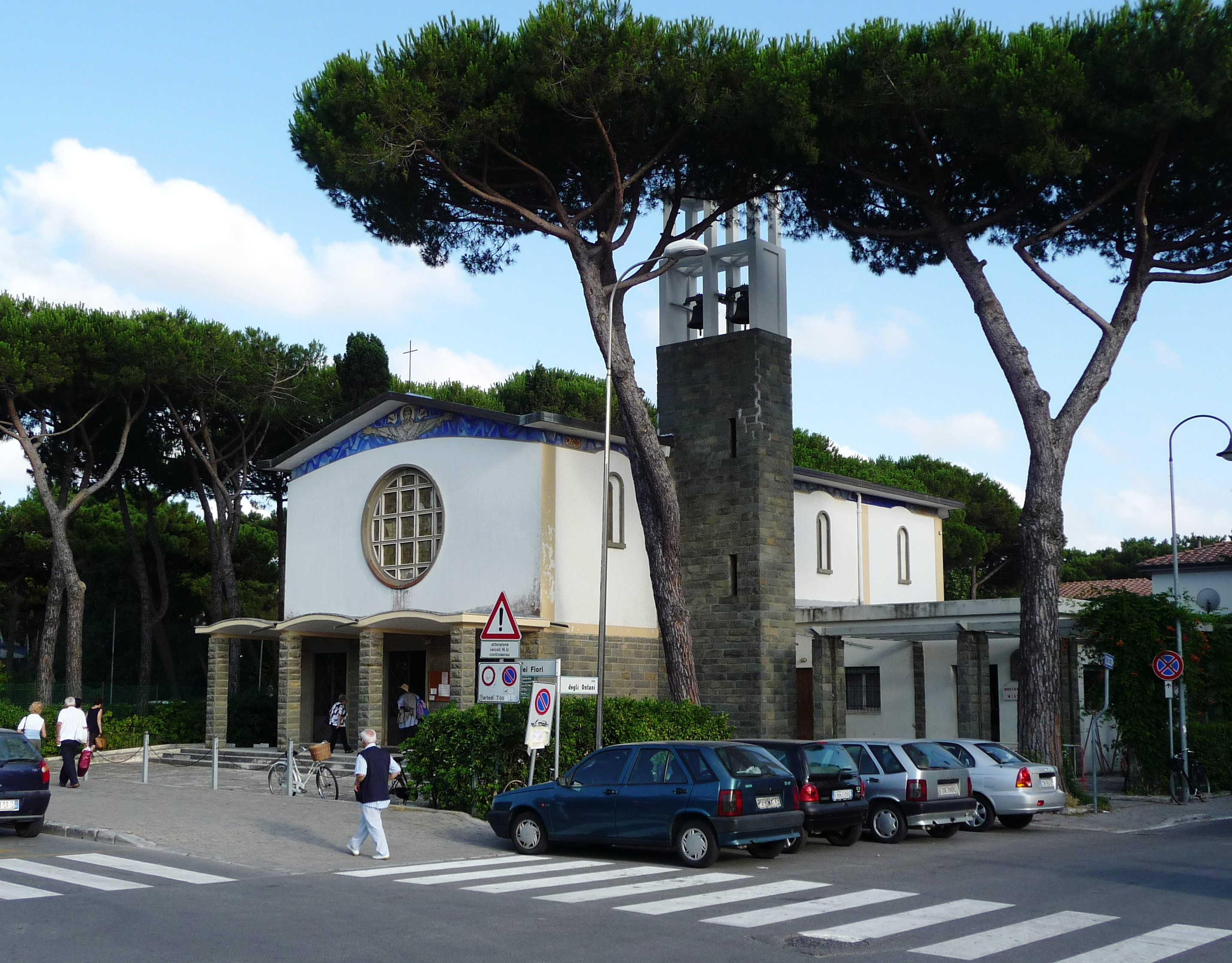
Chiesa di San Francesco

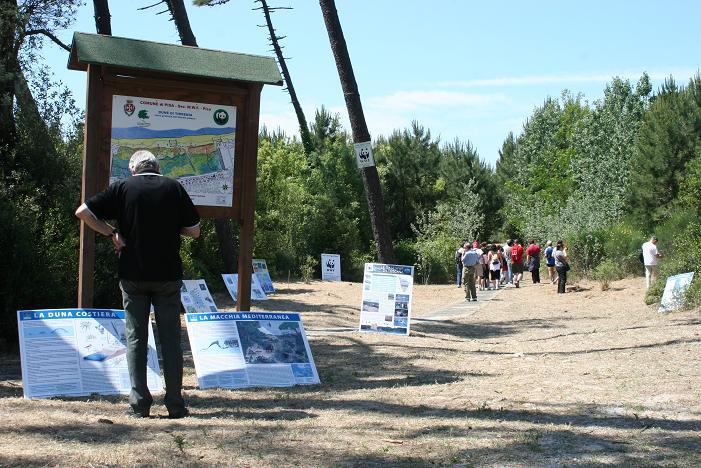
Ingresso dell'oasi "Le Dune"

Le spiagge sabbiose rappresentano la principale attrattiva del luogo, associate ad alcuni locali (pub e discoteche) abbastanza rinomati nella zona, ed attivi sia durante la stagione estiva sia in quella invernale.
- Oasi Dune di Tirrenia - Rappresentano uno degli ultimi ambiti dunali italiani: sono presenti specie vegetali tipiche delle dune, tuttora protette.

## Economia
La sua economia è prevalentemente basata sul turismo, sia nazionale che straniero. Anche la pesca è frutto di guadagni, ed è praticata soprattutto dagli abitanti del luogo. Tirrenia inoltre, come molte località balneari, ha un alto costo della vita ed una forte richiesta residenziale.
La presenza della base americana di Camp Darby in parte del suo territorio, costituisce elemento economicamente rilevante per l'indotto generato dalla struttura.
Nell'area più periferica sono presenti molti campi agricoli di ricerca dell'Università di Pisa.

## Turismo
Frequentata meta turistica del circondario, la costa, con la sua spiaggia sabbiosa, è lunga più di 5 chilometri e dotata di numerose attrezzature.

## Sport

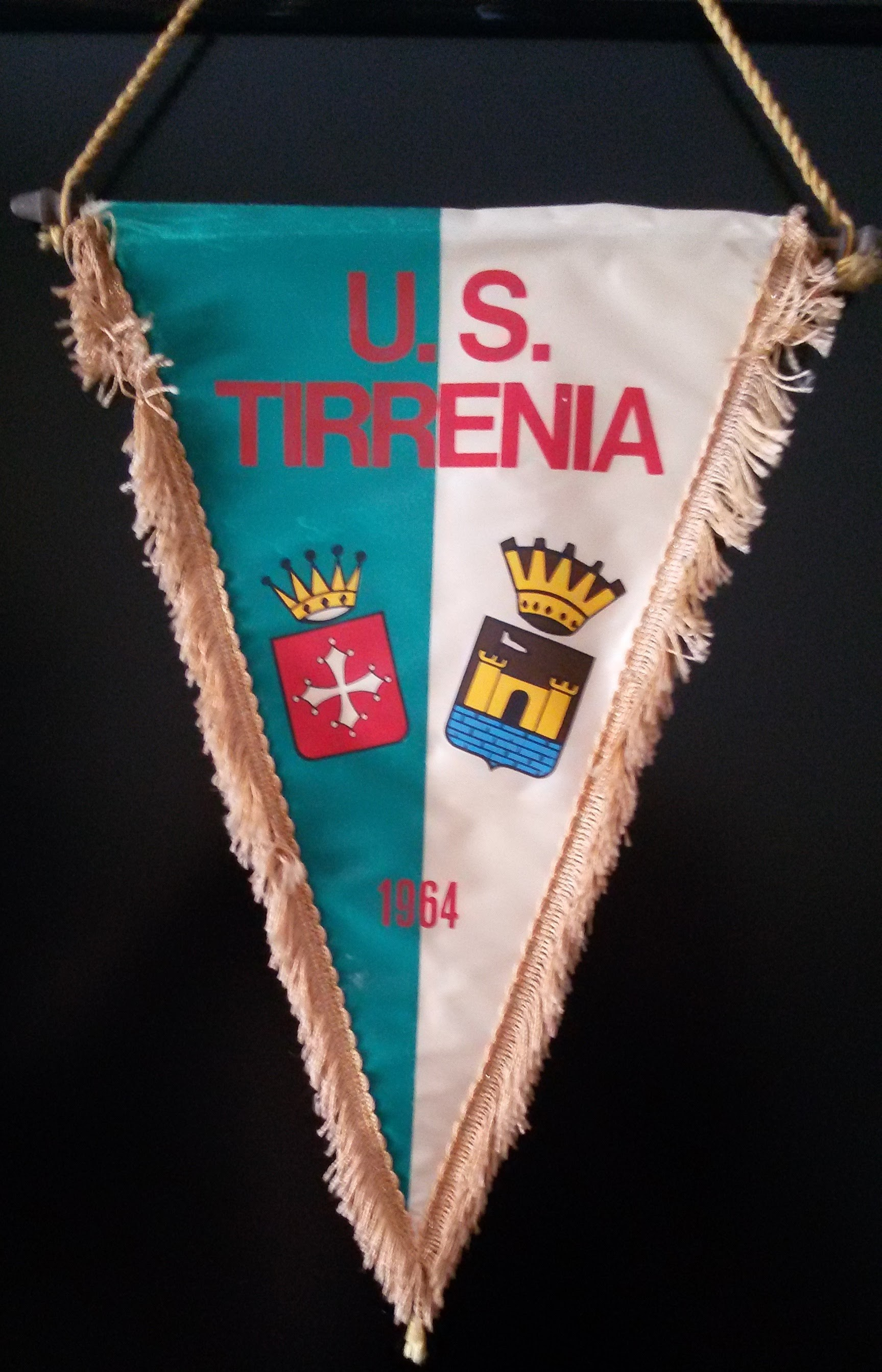
il gagliardetto anni 80 della storica US Tirrenia con divise bianco verdi

La presenza del Centro di Preparazione Olimpica di Tirrenia del CONI, consente a molti atleti o squadre di recarsi a Tirrenia per allenarsi. Tra questi sono da ricordare i campionissimi della Nazionale di scherma, che hanno preparato a Tirrenia le Olimpiadi di Atene e Pechino. Nel centro CONI è presente l'unica accademia di baseball e Softball italiana, organizzata dalla FIBS grazie al contributo della Major League Baseball.
Sono presenti anche un maneggio, due Golf Club e Country Club, campi da tennis, un campo da baseball, uno da softball, due di Rugby, una piscina pubblica e centri dove poter praticare diversi sport acquatici.
Il calcio è molto sentito a Tirrenia. La squadra locale è l'U.S. Pisa Tirrenia, fondata nel 1964, ha sempre militato tra seconda e terza categoria. Nella stagione 2006/2007 la squadra ha conquistato la terza promozione della sua storia in seconda categoria, per poi retrocedere l'anno seguente. Varie vicissitudini societarie hanno portato ad una scissione, per cui nascerà l'Atletico Pisa Tirrenia.
Tirrenia è sede della società Pisa Beach Soccer (squadra militante nella serie A del campionato italiano Beach soccer), e il campo da gioco si trova proprio su una delle spiagge della frazione Pisana. Proprio la squadra Pisana ha vinto due campionati rispettivamente nel 2021 e nel 2022, collezionando negli altri anni piazzamenti sempre importanti.

## Infrastrutture e trasporti

### Strade
Tirrenia è attraversata dalla SP224, collega i centri del litorale pisano tra Calambrone e Marina di Pisa. Dista circa 10 km centro di Pisa.

### Ferrovie

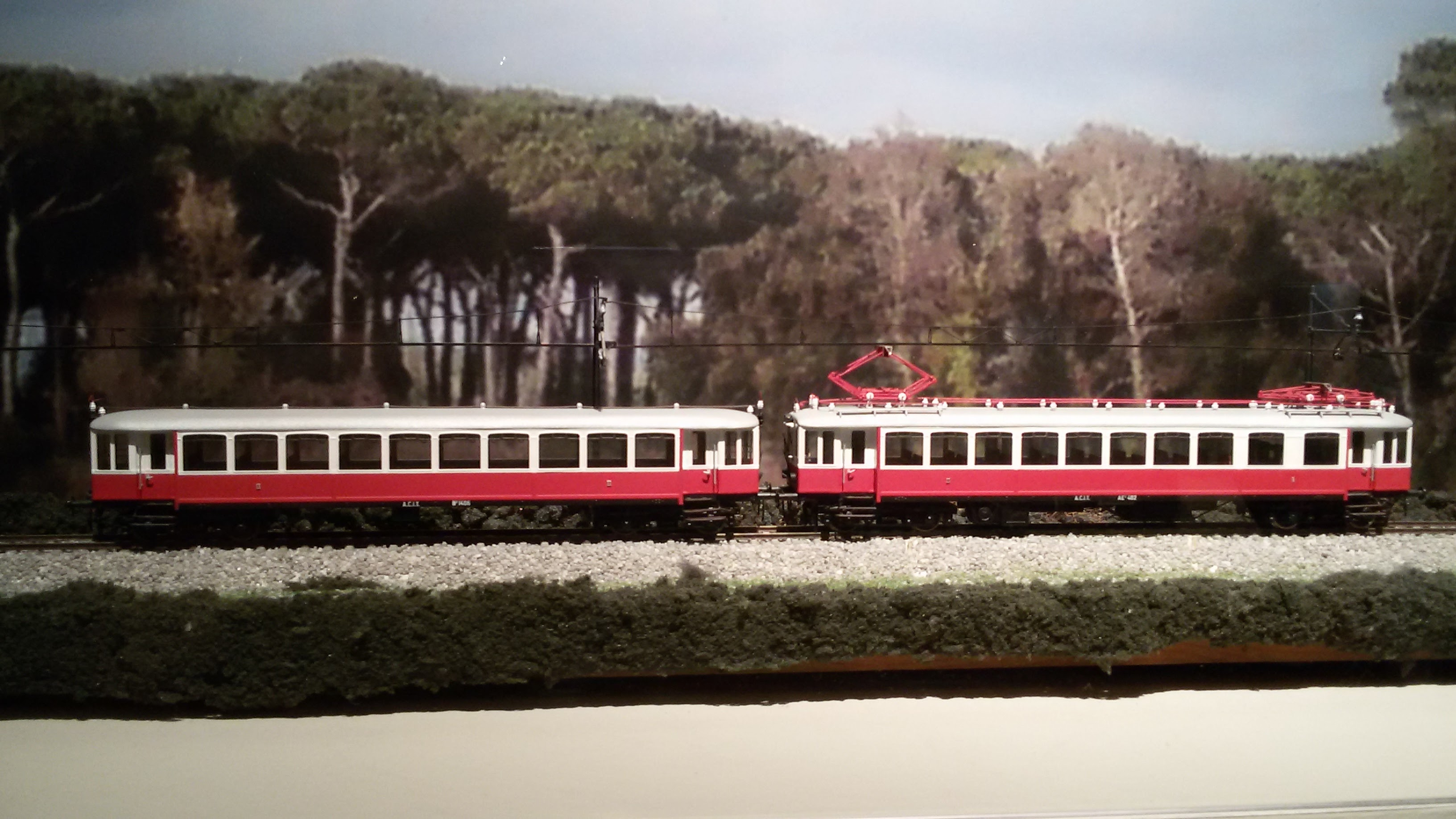
il modellino del trenino

Dal 1932 fino agli anni sessanta nel litorale era presente una ferrovia elettrica: la Pisa-Tirrenia-Livorno, popolarmente denominata Trammino o Trenino. Il tracciato toccava appunto Pisa, San Piero a Grado, Marina di Pisa, Tirrenia, Calambrone e Livorno, ed era frequentata soprattutto nel periodo estivo. La stazione di Tirrenia è tuttora presente nel centro del paese (ed attualmente occupata da un bar/gelateria), ma i binari, in parte rimossi, sono stati rimpiazzati da un parcheggio tra via delle Abetelle e via dei Pioppi, mentre in altri tratti restano nascosti dalla vegetazione.

### Aeroporti
A circa 8 km è presente l'Aeroporto Internazionale "Galileo Galilei" di Pisa.

### Mobilità urbana
Tirrenia è servita da frequenti corse di autobus della compagnia Autolinee Toscane, che la collegano a Pisa e al resto della Toscana.

### Piste ciclabili
Lungo il viale principale è presente una pista ciclabile che si estende a nord, fino a Marina di Pisa e, grazie alla riqualificazione del sedime della vecchia Ferrovia Pisa-Tirrenia, raggiunge l'abitato di Pisa per un percorso totale di 10 km, di cui la metà attraverso la pineta del parco regionale. A sud della piazza centrale, la pista ciclabile corre per altri 5 km e fino al Calambrone.